# Оценки количества погибших в Нанкинской резне
Общая оценка количества погибших в Нанкинской резне является очень спорным вопросом в китайской и японской историографии. В начале Второй японо-китайской войны Японская императорская армия совершила марш-бросок на Шанхай и китайскую столицу Нанкин, где большое количество китайских военнопленных и гражданских лиц было жестоко убито японцами после того, как они вошли в Нанкин 13 декабря 1937. Точное число погибших остаётся неизвестным. С конца 1960-х, когда появились первые академические работы о Нанкинской резне, оценки количества погибших стали важной темой в дискуссиях между исследователями.
Историками предлагался большой спектр различных оценок, а также разные варианты интерпретации имеющихся доказательств. Отмечаются постоянные трудности в определении масштабов насилия и определении того, кого можно считать «жертвами резни». Исследователи, верящие, что убийства продолжались в географически более обширной области и на протяжении более долгого периода времени, а также те, что более широко определяют «жертв», обычно приходят к выводу об их большем общем количестве. Например, историк Икухико Хата (англ. Ikuhiko Hata), который оценивал общее количество погибших в 40 000, утверждал, что Нанкинская резня происходила только в самом Нанкине в период с 13 декабря 1937 по начало февраля 1938, а «жертвами резни» можно считать только гражданских и безоружных военнопленных. В то же время историк Токуси Касахара (англ. Tokushi Kasahara), оценивающий количество жертв примерно в 200 000, возражал, считая, что Нанкинская резня имела место и в городе Нанкине, и в окружающих его сельских районах между 4 декабря 1937 и концом марта 1938 и что некоторые убитые на поле боя китайские солдаты также наряду с гражданскими и военнопленными должны считаться «жертвами резни».
В настоящее время наиболее надёжными и более широко принятым является широкий спектр оценок от 40 000 до 200 000 жертв резни на территории всего Нанкинского специального административного района (англ. Nanking Special Administrative District), хотя японские ревизионисты и представители правительства Китая нередко оперируют меньшими или большими цифрами соответственно.

## Предыстория
В июле 1937 года на севере Китая началась война между этой страной и Японией. К августу война пришла в Шанхай. После его захвата 1 декабря японская армия решила продолжить свою военную кампанию, продвигаясь к Нанкину, где находилось в то время националистическое правительство Китая. Нанкин расположен примерно в 300 километрах к западу от Шанхая. Японцы окружили Нанкин и нанесли поражение его китайскому гарнизону  13 декабря. Небольшое количество китайских солдат в городе официально сдалось в плен. Однако гораздо большее число вместо этого выбросило свою форму и оружие и растворилось среди гражданского населения. Во время японской оккупации Нанкина японцы охотились на этих китайцев, нередко устраивая их массовые казни. В то же время японские солдаты совершали убийства гражданского населения, акты мародёрства, поджоги и изнасилования. Эти события известны под общем названием Нанкинской резни.

## Ранние оценки
На международном уровне о Нанкинской резне стало известно в течение недели после того, как она произошла, а первая оценка количества погибших была опубликована 24 января 1938 года, в New China Daily. В этом сообщении австралийский журналист  en:Harold Timperley как сообщалось заявил о 300,000 убитых гражданских. Однако его источником относительно этой цифры был французский гуманитарный деятель отец Жакино, который во время резни находился в Шанхае, также возможно, что в это число входят потери среди гражданских лиц во время Битвы за Шанхай. Вторую оценку Тимперли включил в свою опубликованную позднее в том же году книгу Japanese Terror In China, где ссылался на «иностранного сотрудника факультета Нанкинского университета» писал о «близком к 40,000 числе безоружных людей, убитых в стенах и вблизи стен Нанкина». Источником этих данных был en:Miner Searle Bates, американец из Нанкина, который в своих вычислениях использовал похоронные записи  Общества красной свастики.
С этого времени и до конца 1940-х годов репортёры и СМИ обычно ссылались на эти две оценки. Например, en:Edgar Snow в своей книге 1941 года The Battle for Asia писал, что в Нанкине погибли 42 000 человек, а всего от Нанкина до Шанхая было убито 300 000 — цифры, которые видимо были основаны на вышеназванных оценках . В фильме 1944 года en:The Battle of China утверждается о 40,000 погибших в Нанкинской резне.
Другую раннюю оценку представило китайское государственное  Центральное Новостное Агентство, в феврале 1938 года сообщавшее о том, что японцы убили в Нанкине от 60 000 до 70 000 военнопленных. В том же месяце представитель китайского правительства (националистов)  заявил о гибели от рук японцев в ходе Нанкинской резни 20 000 гражданских лиц. Однако Чан Кайши в своей речи, произнесённой в 1942 году говорил о «более чем 200 000 гражданских». В 1938 Красная армия Китая (подчинённая Коммунистической партии) заявила об общем количестве жертв резни в 42 000. Йон Рабе, германский глава Международного комитета Нанкинской зоны безопасности, оценивал количество погибших в Нанкине китайцев в 50 000-60 000, его оценка включала как военные, так и гражданские жертвы.
После окончания войны между Китаем и Японией в 1945, эти оценки, в свою очередь, были вытеснены выводами двух судов по военным преступлениям. Это были  Международный военный трибунал для Дальнего Востока и Нанкинский трибунал по военным преступлениям. В одной из своих оценок последний из них указал общее количество погибших в 300 000, хотя в другой в 430 000 человек. Международный военный трибунал для Дальнего Востока насчитал 155 000 жертв резни, хотя в приговоре генералу Иванэ Мацуи употреблена другая цифра «более 100 000 человек». Однако сторона обвинения во время этих судов сделала лишь немногое для того, чтобы проверить точность оценок, также известно, что оба они приняли большое количество сомнительных и в настоящее время дискредитированных данных.
Первым историком, который провёл работу по академическому изучению вопроса о количестве жертв Нанкинской резни, стал Томио Хора (см. en:Tomio Hora), который в 1967 году написал книгу Kindai Senshi no Nazo («Riddles of Modern War History» т. е. "Загадки современной военной истории"), высказываясь в пользу оценки в 200 000. С тех пор количество погибших во время резни стало большой дискуссионной темой для историков по всему миру. Однако эмоциональные споры и вмешательство в дискуссию политики, как правило, мешают построению академического консенсуса относительно количества погибших в этих жестоких событиях.

## Позиция правительства Китая

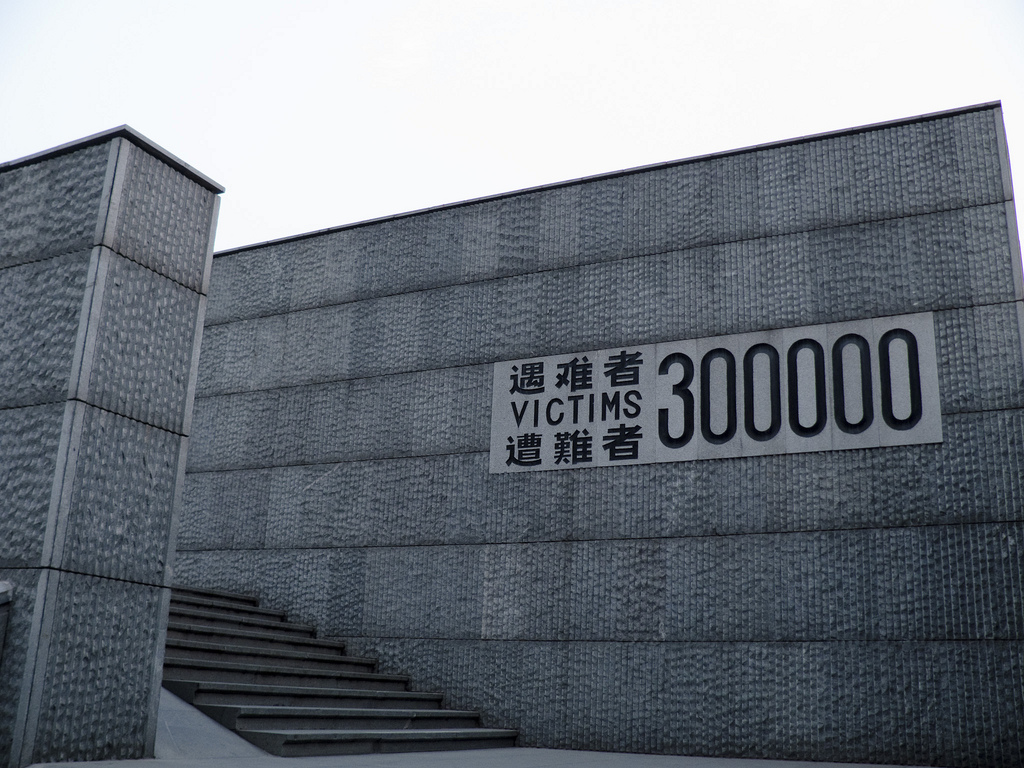
Цифра в 300,000 жертв выгравирована на камне, Нанкинский зал памяти о резне.